# Võruština
Võruština (neboli také võro či verština; võrsky võro kiil, estonsky võru keel) je jazyk, který se řadí do baltofinské skupiny ugrofinských jazyků. Tradičně byl považován za dialekt jihoestonské nářeční skupiny estonštiny, avšak od roku 2007 má svou vlastní spisovnou formu (přičemž již roku 2002 vyšel võrusko-estonský slovník) a zkoumá se jeho možné uznání za regionální oficiální jazyk Estonska. Võrusky mluví asi 70 000 lidí žijících většinou na jihovýchodě Estonska, v osmi farnostech Võrumaa: Karula, Harglõ, Urvastõ, Rõugõ, Kanepi, Põlva, Räpinä a Vahtsõliina. Mluvčí tohoto jazyka se ale nacházejí také v Tallinnu, Tartu a zbytku Estonska.

## Fonetika a fonologie

### Samohlásky
|          | Přední | Střední | Zadní |
| -------- | ------ | ------- | ----- |
| Zavřená  | i y    | ɨ       | u     |
| Středová | e ø    | ɤ       | o     |
| Otevřená | æ      |         | ɑ     |

Ve võruštině existuje také vokálová harmonie, která se vyskytuje v mnoha ugrofinských jazycích s výjimkou estonštiny, kde chybí.

### Souhlásky
|             | Bilabiály | Labio dentály | Alveoláry | Palatály | Veláry | Glotály |
| ----------- | --------- | ------------- | --------- | -------- | ------ | ------- |
| Plozivy     | p, pʲ     |               | t, tʲ     |          | k, kʲ  | ʔ       |
| Afrikáty    |           |               | ts, tsʲ   |          |        |         |
| Nazály      | m, mʲ     |               | n, nʲ     |          | ŋ, ŋʲ  |         |
| Frikativy   |           | v, vʲ         | s, sʲ     |          |        | h, hʲ   |
| Aproximanty |           |               | l, lʲ     | j        |        |         |
| Vibranty    |           |               | r, rʲ     |          |        |         |

Všechny souhlásky (s výjimkou /j/ a /ʔ/) mohou být palatalizovány. Ráz („q“, IPA [ʔ]) je ve võruštině velmi běžný.

## Abeceda
| Majuskule | Majuskule | Majuskule | Majuskule | Majuskule | A   | B   | C    | D   | E   | F   | G   | H   | I   | J   | K    | L   | M   | N   | O   | P    | Q   | R   | S    | Š    | Z   | Ž   | T    | U   | V   | W   | Õ   | Ä   | Ö   | Ü   | X    | Y   | '   |
| Minuskule | Minuskule | Minuskule | Minuskule | Minuskule | a   | b   | c    | d   | e   | f   | g   | h   | i   | j   | k    | l   | m   | n   | o   | p    | q   | r   | s    | š    | z   | ž   | t    | u   | v   | w   | õ   | ä   | ö   | ü   | x    | y   | '   |
| IPA       | IPA       | IPA       | IPA       | IPA       | /a/ | /p/ | /t͡s/ | /t/ | /e/ | /f/ | /k/ | /h/ | /i/ | /j/ | /kk/ | /l/ | /m/ | /n/ | /o/ | /pp/ | /ʔ/ | /r/ | /ss/ | /ʃʃ/ | /s/ | /ʃ/ | /tt/ | /u/ | /v/ | /v/ | /ɤ/ | /æ/ | /ø/ | /y/ | /ks/ | /ɨ/ | /ʲ/ |

## Příklady

### Číslovky
| Võrusky | Česky |
| üts     | jeden |
| kats    | dva   |
| kolm    | tři   |
| neli    | čtyři |
| viis    | pět   |
| kuus    | šest  |
| säidse  | sedm  |
| katõsa  | osm   |
| ütesä   | devět |
| kümme   | deset |

## Užitečné fráze
| Võrusky                        | Česky                     |
| Olõq terveq tulõmast!          | Vítejte!                  |
| Tereq!                         | Ahoj!                     |
| Tereq hummogust!               | Dobré ráno!               |
| Tereq pääväst!                 | Dobré odpoledne!          |
| Tereq õdagust!                 | Dobrý večer!              |
| Hääd üüd!                      | Dobrou noc!               |
| Hääd aigo!                     | Na shledanou!             |
| Näemiq!                        | Uvidíme se později!       |
| Ma armasta sinno               | Miluju tě                 |
| Miä su nimi om?                | Jak se jmenuješ?          |
| Mu nimi om ...                 | Jmenuji se ...            |
| Rõõm nätäq!                    | Rád vás poznávám!         |
| Kuis lätt?                     | Jak se máš?               |
| Häste                          | Dobře                     |
| Kuna va sa olõt?               | Kolik je ti let?          |
| Ma olõ 27 aastakka vana        | Je mi 27 let              |
| Pallõsi                        | Prosím                    |
| Aiteh!                         | Děkuji!                   |
| Pall'o õnnõ!                   | Gratulujeme!              |
| Kas sa saat võro keelest arvo? | Rozumíš võruskému jazyku? |
| Ma kõnõlõ võro killt           | Mluvím võrusky            |
| Ma kõnõlõ-õi võro killt        | Nemluvím võrusky          |
| Ma olõ võrokõnõ                | Jsem Võro                 |
| Kas sa kõnõlõt Inglüse kiilt?  | Mluvíš anglicky?          |
| Jah / Ei                       | Ano / Ne                  |
| Annaq andis                    | Promiň                    |

## Vzorový text

### Všeobecná deklarace lidských práv
| võrusky  | Kyik' inemiseq sünnüseq avvo ja õiguisi poolõst ütesugumaidsis. Näile om annõt mudsu ja süämetunnistus ja nä piät üts'tõõsõgaq vele muudu läbi käümä.                           |
| setusky  | Kõik inemiseq sünnüseq avvo ja õiguisi poolõst ütesugumaidsist. Näile om annõt mudsu ja süämetun'stus ja nä piät ütstõõsõga vele muudu läbi kjauma.                             |
| estonsky | Kõik inimesed sünnivad vabadena ja võrdsetena oma väärikuselt ja õigustelt. Neile on antud mõistus ja südametunnistus ja nende suhtumist üksteisesse peab kandma vendluse vaim. |
| finsky   | Kaikki ihmiset syntyvät vapaina ja tasavertaisina arvoltaan ja oikeuksiltaan. Heille on annettu järki ja omatunto, ja heidän on toimittava toisiaan kohtaan veljeyden hengessä. |
| česky    | Všichni lidé se rodí svobodní a sobě rovní co do důstojnosti a práv. Jsou nadáni rozumem a svědomím a mají spolu jednat v duchu bratrství.                                      |